# Città della Pieve
Città della Pieve je obec ve střední Itálii, v regionu Umbrie, v provincii Perugia. Leží na silnici z Arezza do Orvieta. 
Roku 2017 měla 7 686 obyvatel. 

## Administrativní členění
Město je složeno ze čtyř obcí: kromě vlastního centra to jsou Moiano, Pò Bandino a Ponticelli.
Sousední obce jsou: Allerona, Castiglione del Lago, Fabro, Monteleone d'Orvieto, Paciano, Piegaro v Umbrii, Cetona, Chiusi a San Casciano dei Bagni v Toskánsku.

## Název a historie
Původ Città della Pieve není známý. V okolí byly zdokumentovány archeologické nálezy etruské a římské. V předkřesťanské době se sídlo nazývalo Monte di Apollo, Castelforte di Chiuscio, Salepio nebo Castrum Salepia. Ve druhém století sílil vliv křesťanského náboženství, od prvních svatých patronů byl odvozen název Pieve di San Gervasio e Protasio. Hradbami opevněné sídlo se po roce 1000 nazývalo Castrum Plebis S. Gervasii. V roce 1600 papež Klement VIII. obec povýšil na město, které nazval Castel della Pieve (latinsky Comunitas Civitatis Castri Plebis). Příliš dlouhý název byl brzy nahrazen aktuálním Città della Pieve.  

## Památky
- Městské hradby s Orvietskou branou
- Dóm sv. Gervasia a Protasia - románská stavba, tři obrazy namaloval Pietro Perugino: na hlavním oltáři Madona mezi svatými Gervasiem, Protasiem, Petrem a Pavlem(1514), na bočních oltářích Křest Kristův (1510) a Gloria angeli (Panna Maria mezi anděly a čtyřmi světci), přemalovaný roku 1598.
- Kostel sv. Františka s klášterem františkánů, založen roku 1268, kostel zcela přestavěn roku 1776, nyní přesvěcen na chrám Zjevení Panny Marie ve Fatimě
- Oratorio di Santa Maria dei Bianchi - kaple s obrazem Klanění Tří králů, Pietro Perugino (1510)
- La Torre del publico- Věžový dům
- Kostel sv. Augustina

## Slavní rodáci
- Pietro Perugino (1446/1452–1523), italský malíř renesance
- Niccolò Circignani (1517-1596), italský malíř manýrismu
- Mario Draghi (* 1947), bývalý prezident Evropské banky a ministerský předseda Itálie

## Partnerská města
- Saint-Cyr-sur-Mer, Francie
- Denzlingen, Německo

## Galerie

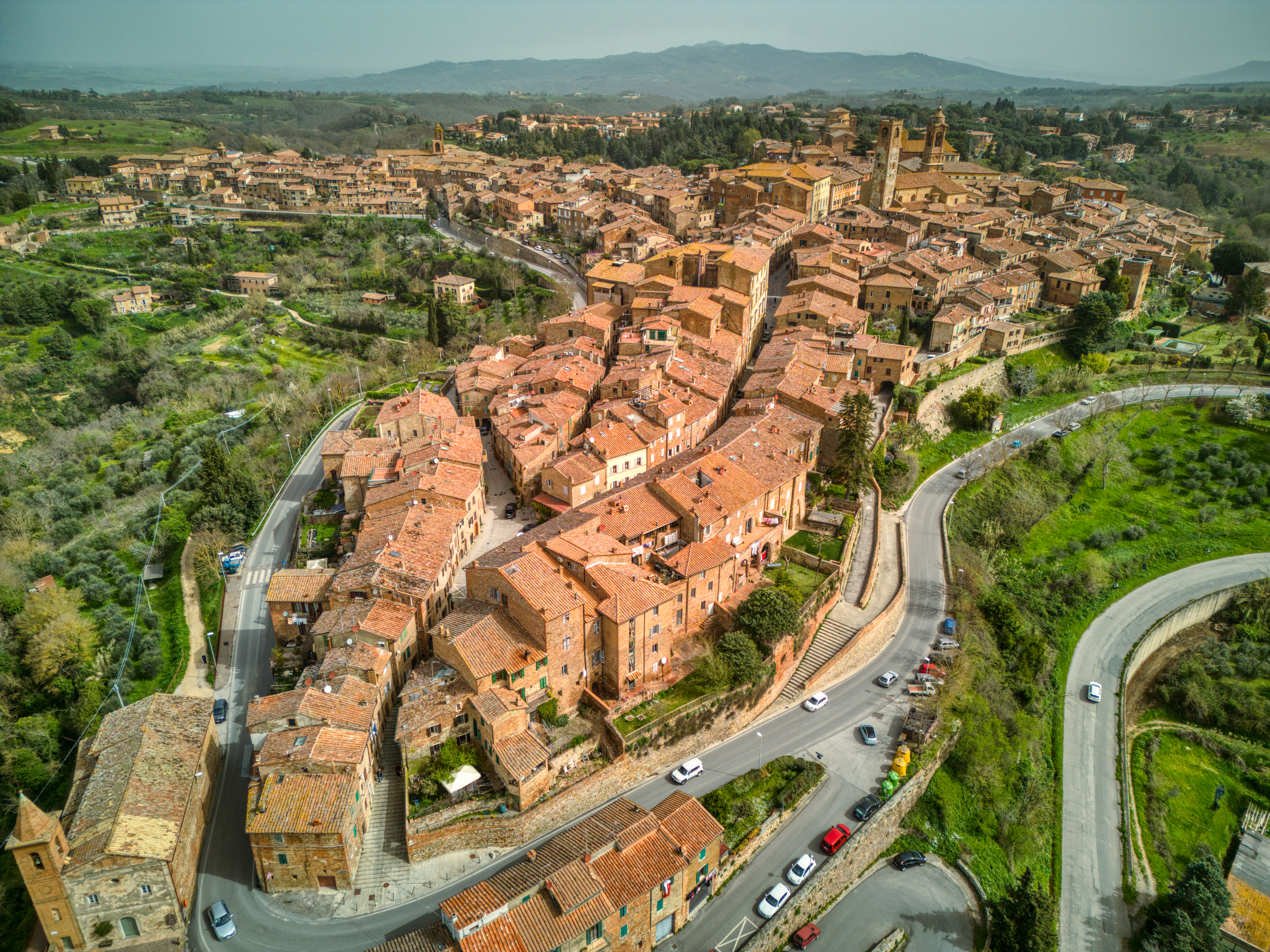
Panorama
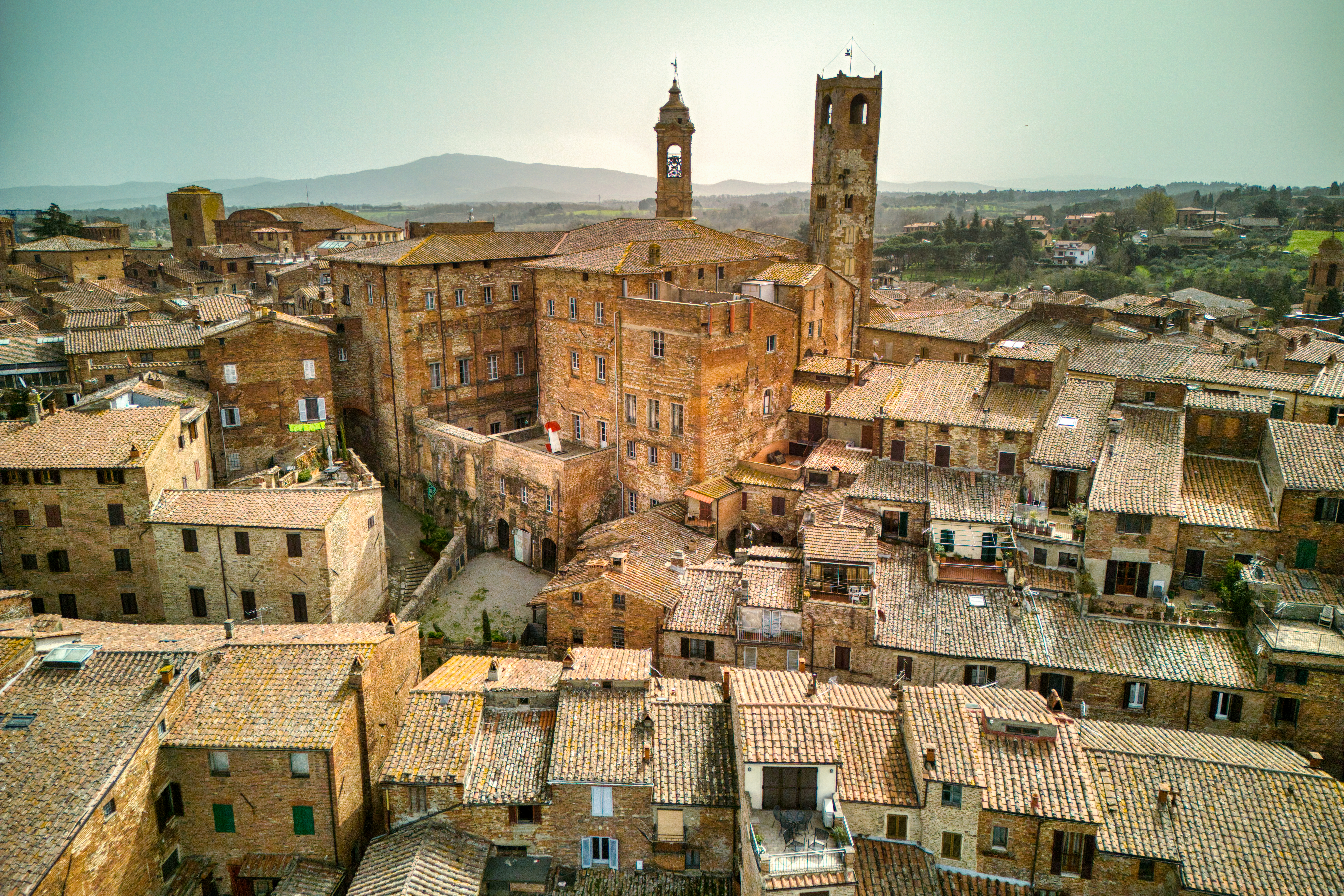
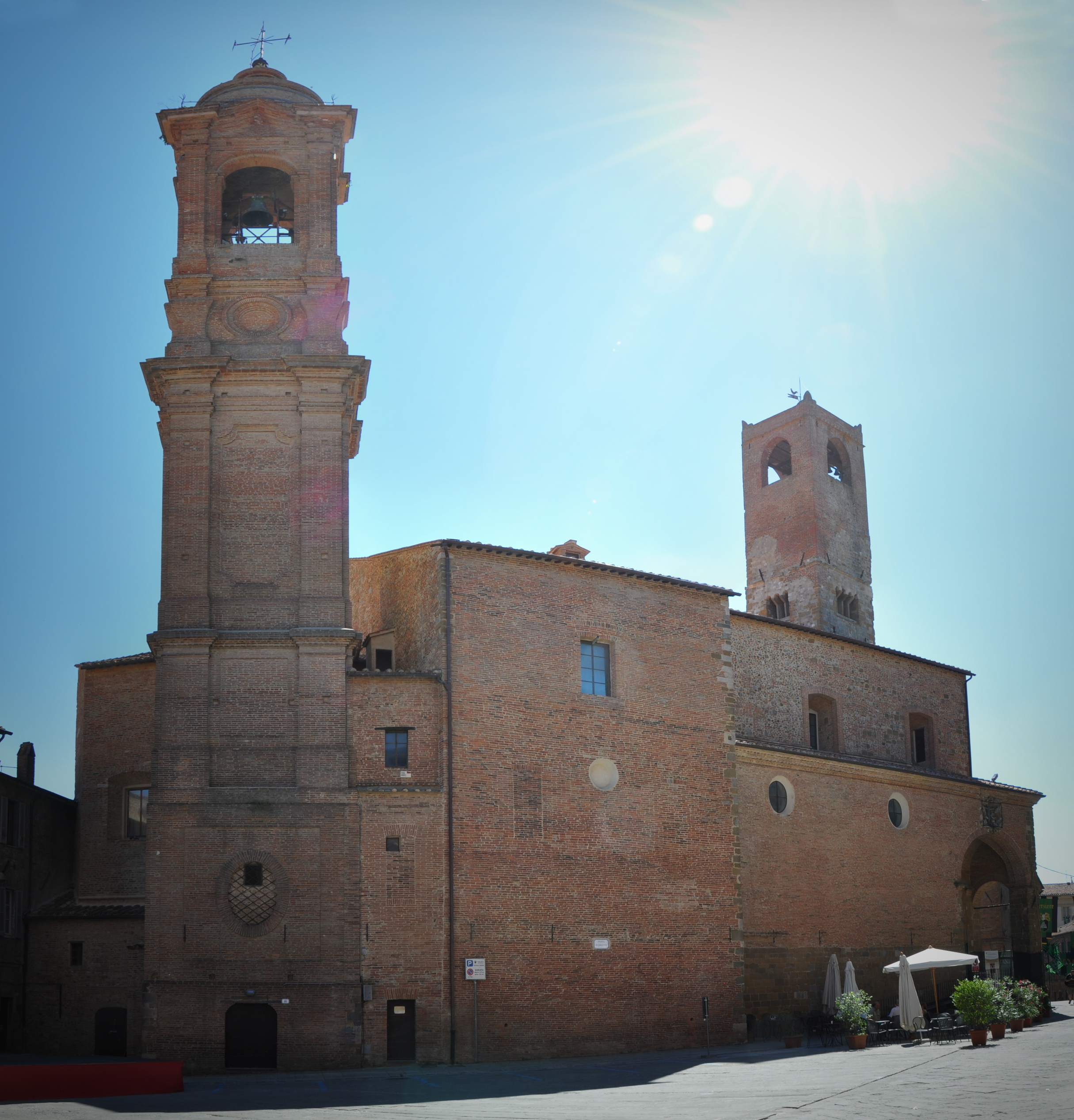
Dóm
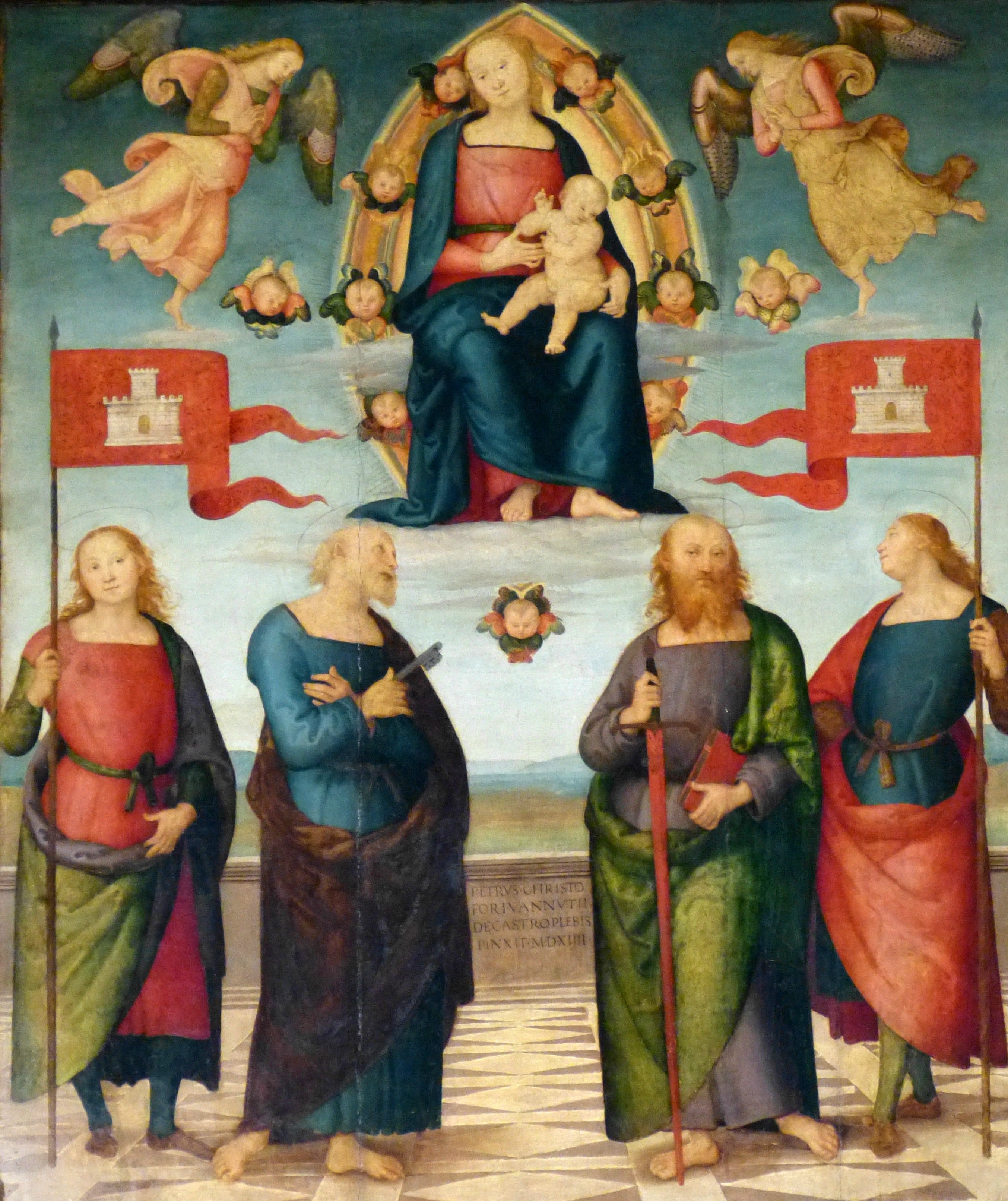
Perugino, Mariánský oltář
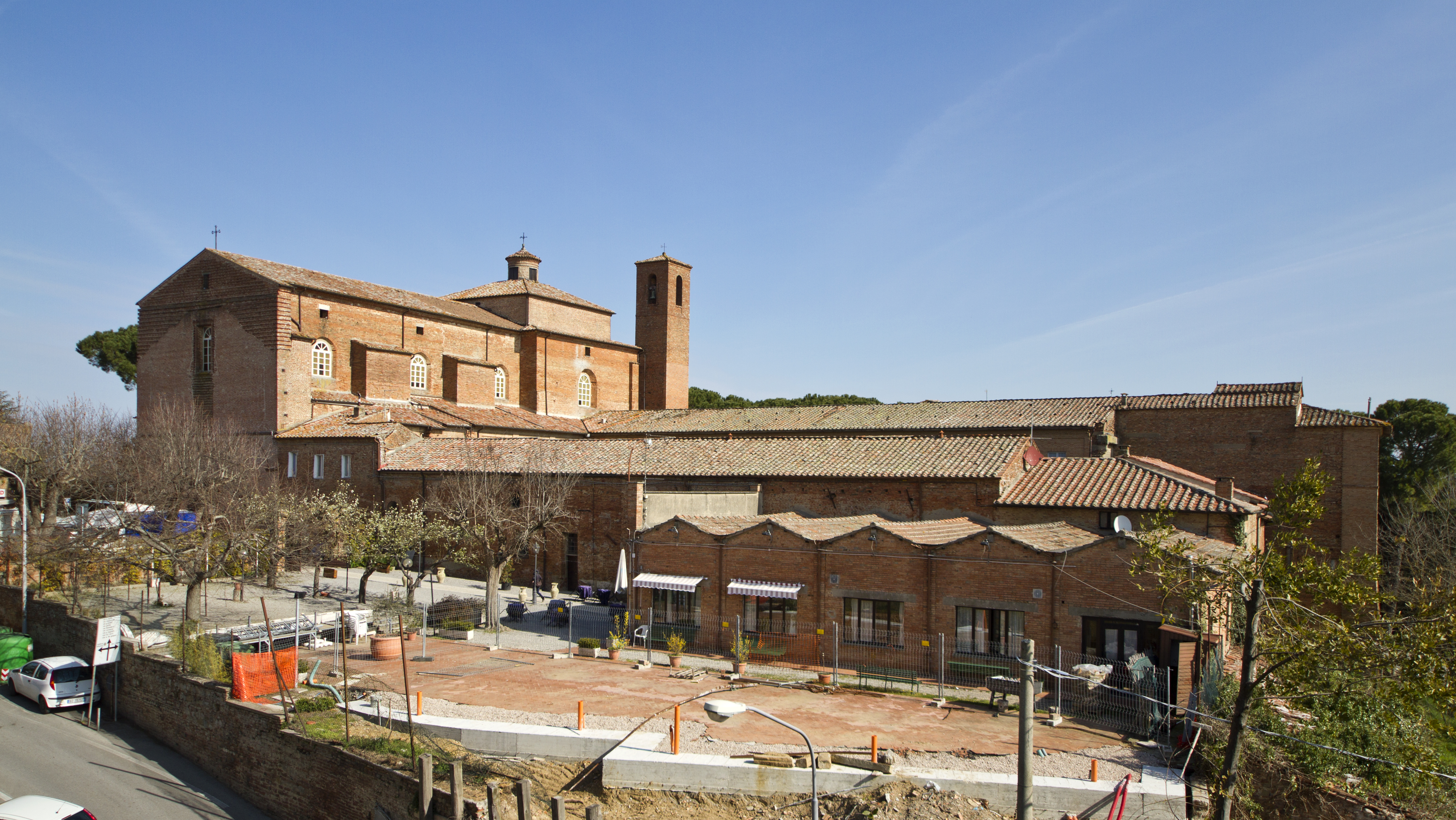
Kostel sv. Františka
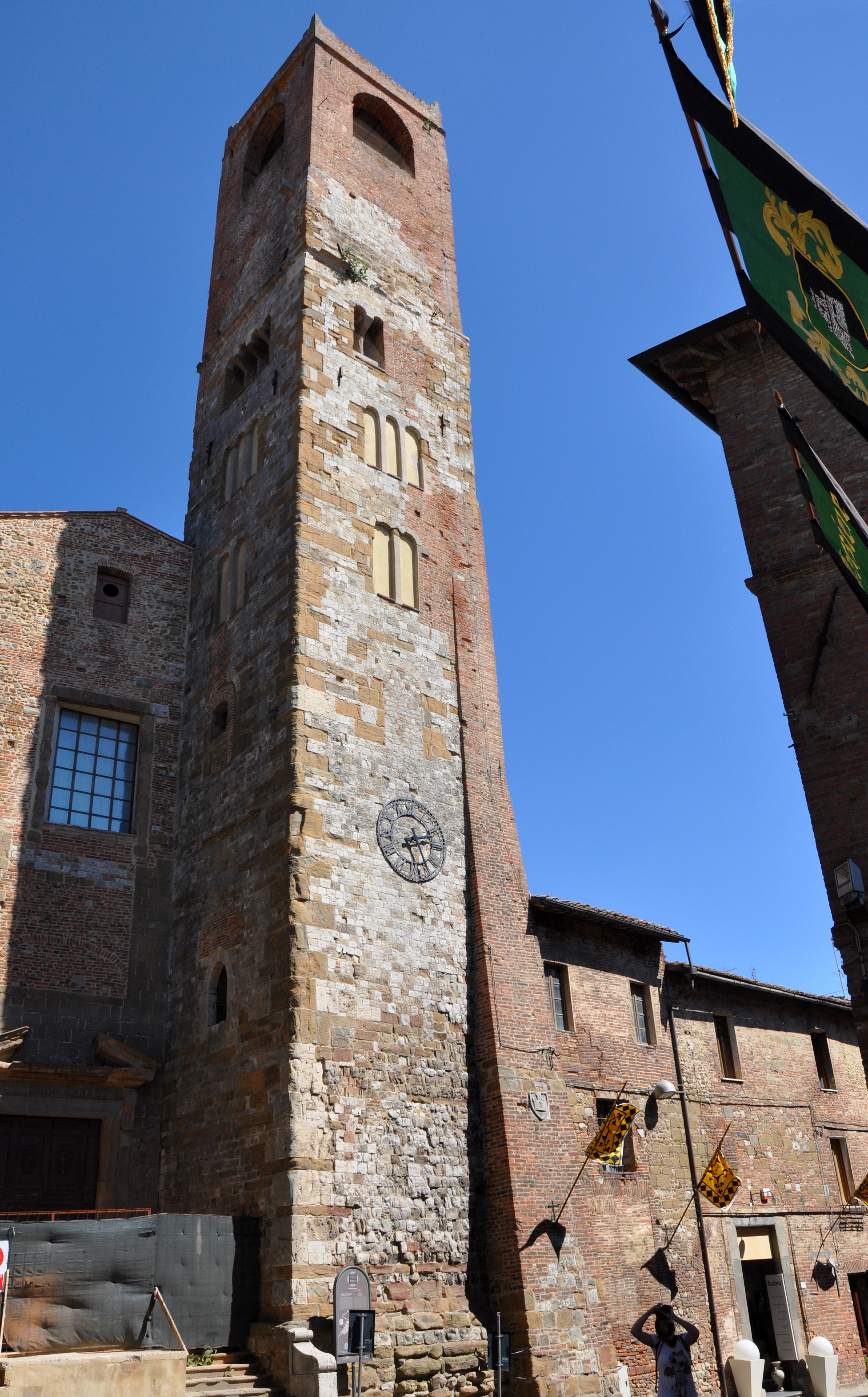
Věžový dům